# Chadwickovo znamení
Chadwickovo znamení (anglicky: Chadwick's sign) je namodralé či purpurové zbarvení děložního hrdla, pochvy a stydkých pysků, v důsledku překrvení způsobeného estrogenem. Tento příznak může být pozorován již 6 až 8 týdnů po početí a jeho přítomnost je raným znamením těhotenství. Jev však může být způsoben i hormonální nerovnováhou nebo infekcí.
Zmíněná změna zbarvení genitálu byla objevena okolo roku 1836 francouzským lékařem Étiennem Josephem Jacqueminem (1796–1872). Pojmenována je však po americkém gynekologovi Jamesi Readu Chadwickovi, který na tento jev roku upozornil ve svém článku pro Americkou gynekologickou společnost z roku 1886; ten vyšel o rok později a objevení v něm Chadwick připsal Jacqueminovi.